# Бартлетт, Пол Вейланд
Пол Вейланд Бартлетт (англ. Paul Wayland Bartlett, род. 24 января 1865 г. Нью-Хейвен, Коннектикут — ум. 1925 г.) — американский скульптор, работавший в стиле героического реализма.

## Жизнь и творчество
П. В. Бартлетт родился в семье художественного критика и скульптора Трумена Х. Бартлетта. В пятнадцатилетнем возрасте начал изучать скульптуру в Париже, у Эмманюэля Фремье; начинал с ваяния фигур животных. В 1887 году ему присуждается медаль на Парижском Салоне. В 1889 и в 1900 годах Бартлетт избирается членом жюри на парижских Всемирных выставках. В возрасте 29 лет ему присваивается звание кавалера ордена Почётного легиона. В 1903 году Бартлетт начинает совместную работу со скульптором Дж. К. А. Уордом по украшению статуями фронтона нью-йоркского здания Фондовой биржи. В 1908 году он начинает работы над своим известнейшим произведением — украшение фронтона здания Капитолия в Вашингтоне аллегорической скульптурной группой «Апофеоз Демократии», и заканчивает их в 1916 году.
В 1916 году скульптор вступает в Американскую академию искусств и литературы. Был также автором многочисленных скульптур и памятников деятелям американской и мировой истории и культуры (Лафайет, Микеланджело, Колумб, Джозеф Уоррен и др.), а также аллегорических статуй (Индейский танцовщик-призрак, ныне находится в коллекции Смитсоновского музея американского искусства). После смерти скульптора, в 1929 году в парижском музее Оранжери была проведена большая ретроспективная выставка работ Бартлетта.

## Галерея

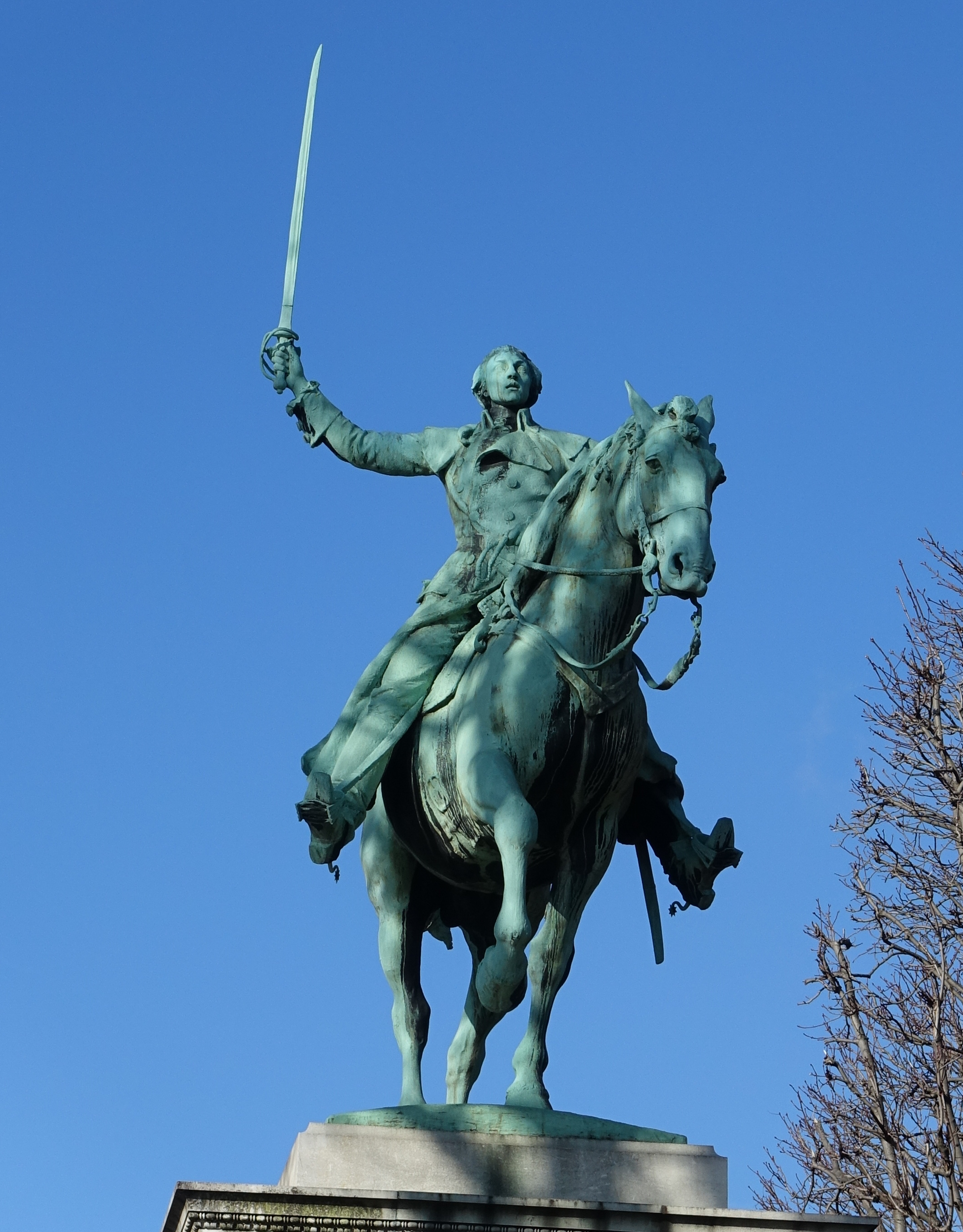
Памятник генералу Лафайетту в Париже
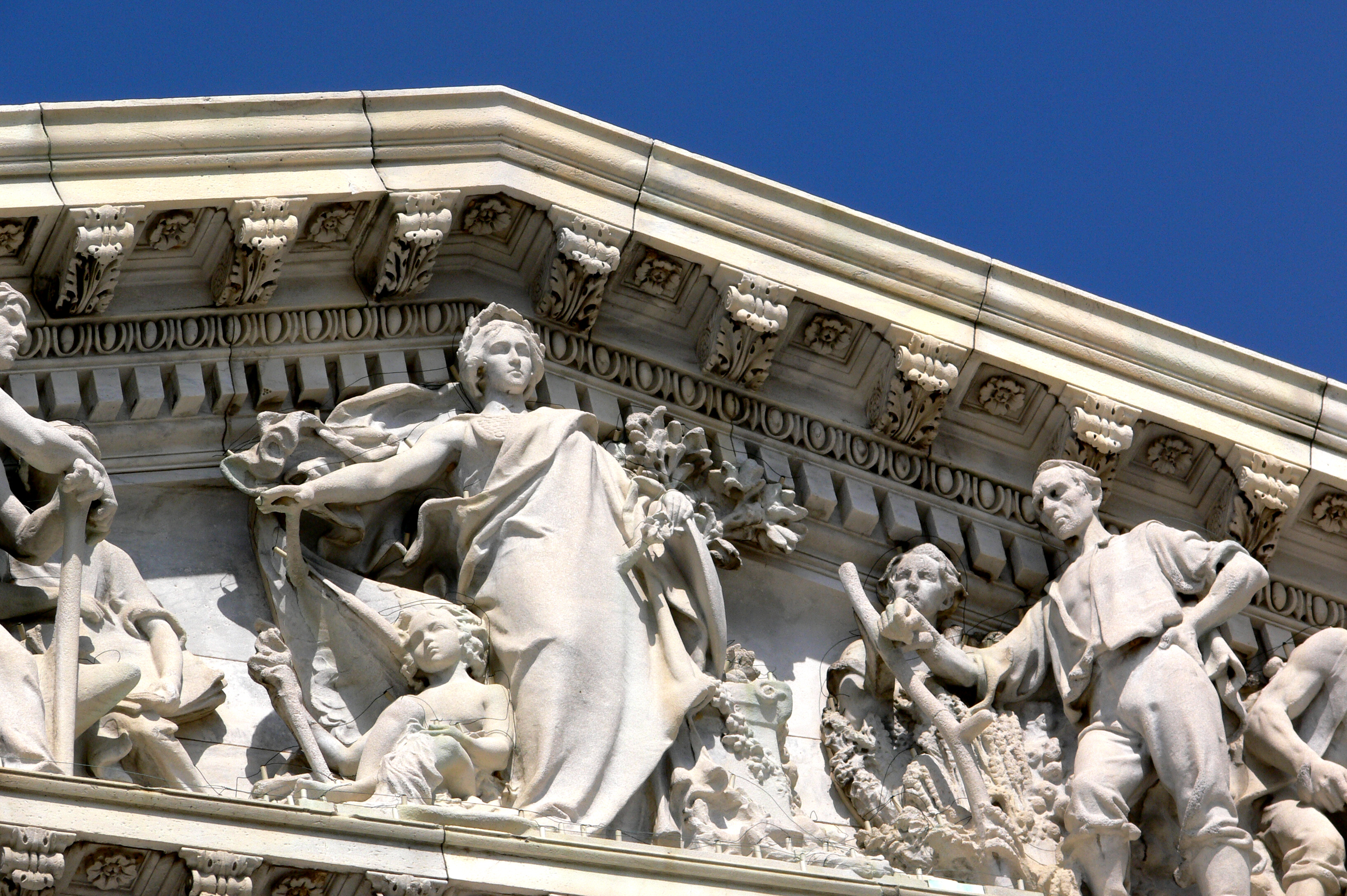
Апофеоз Демократии, Вашингтон, Капитолий
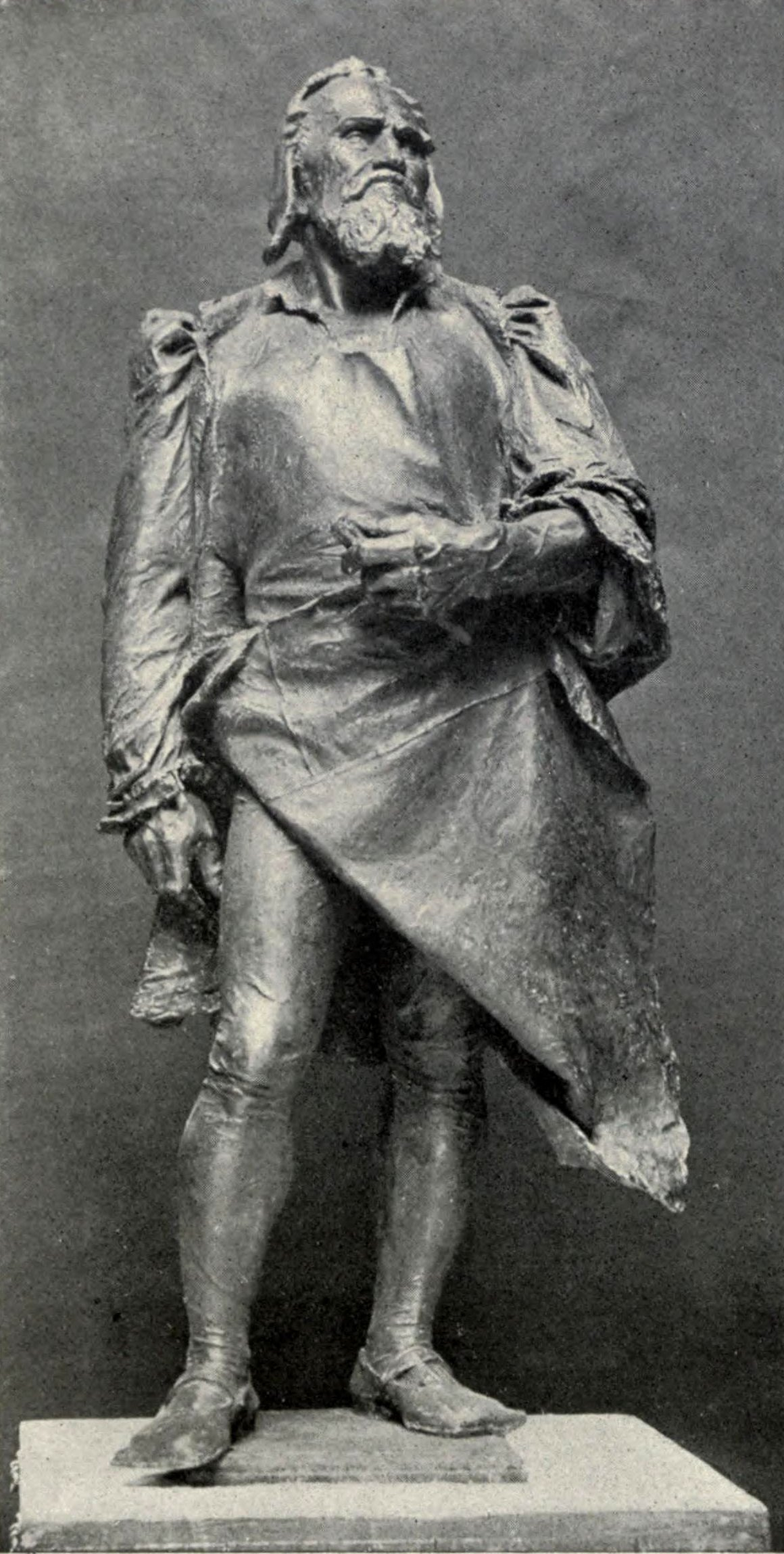
Микеланджело
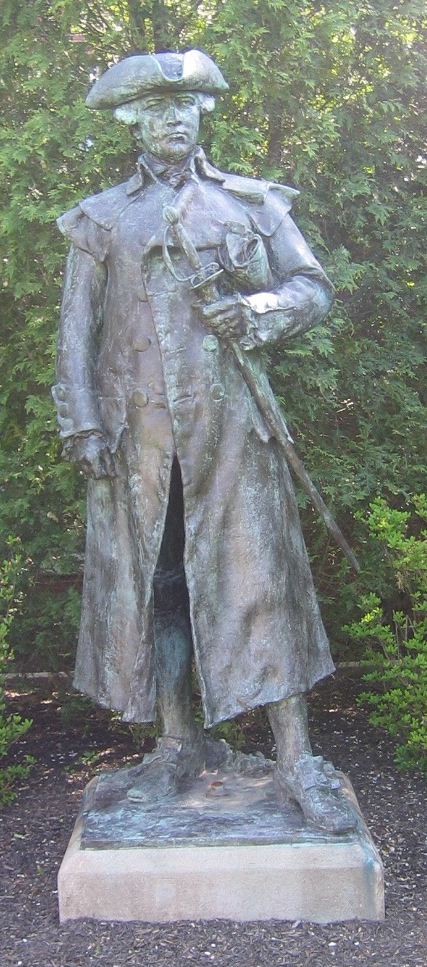
Памятник Джозефу Уоррену (Роксбери, Массачусетс)
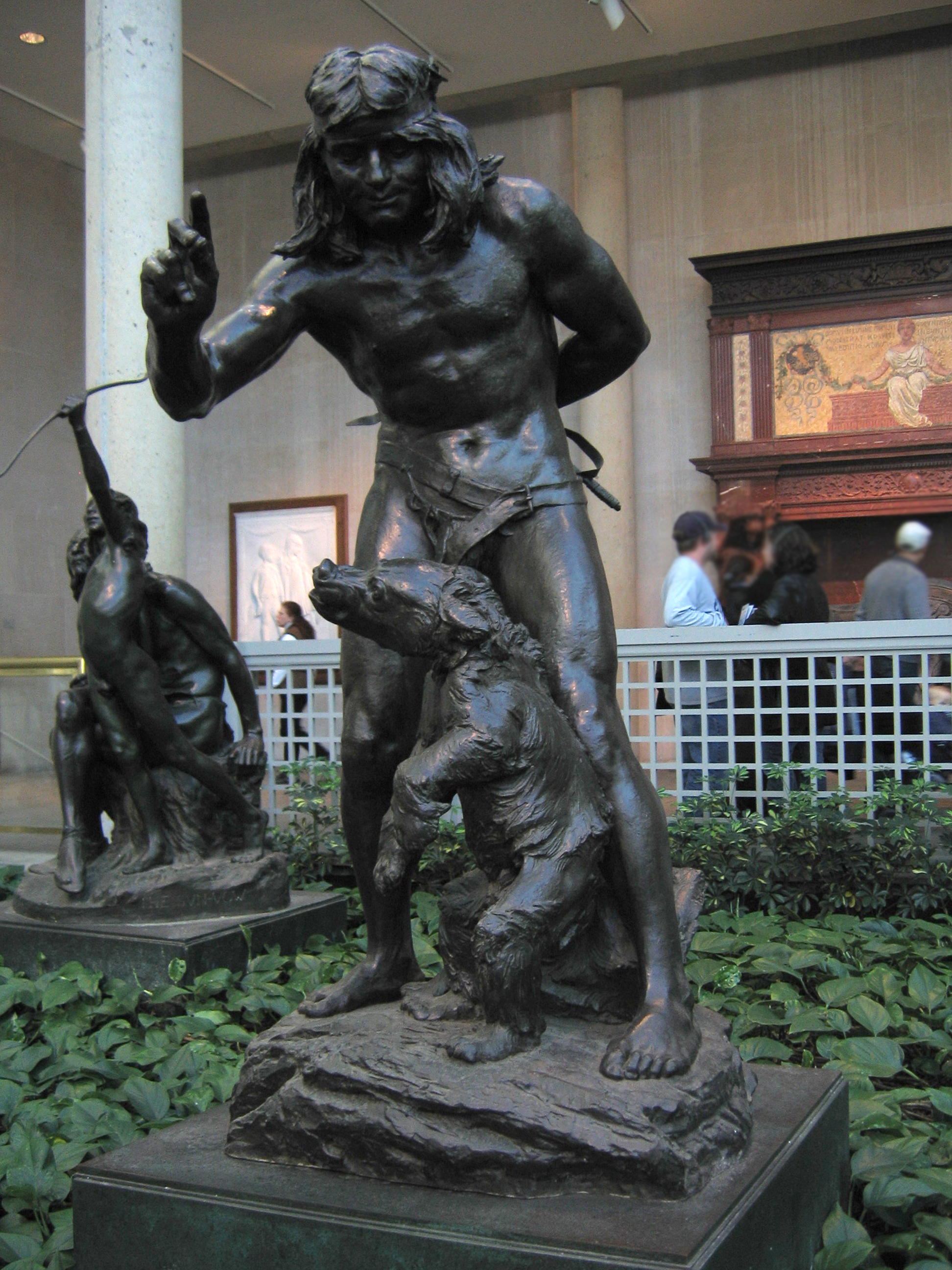
Чешский дрессировщик медведей
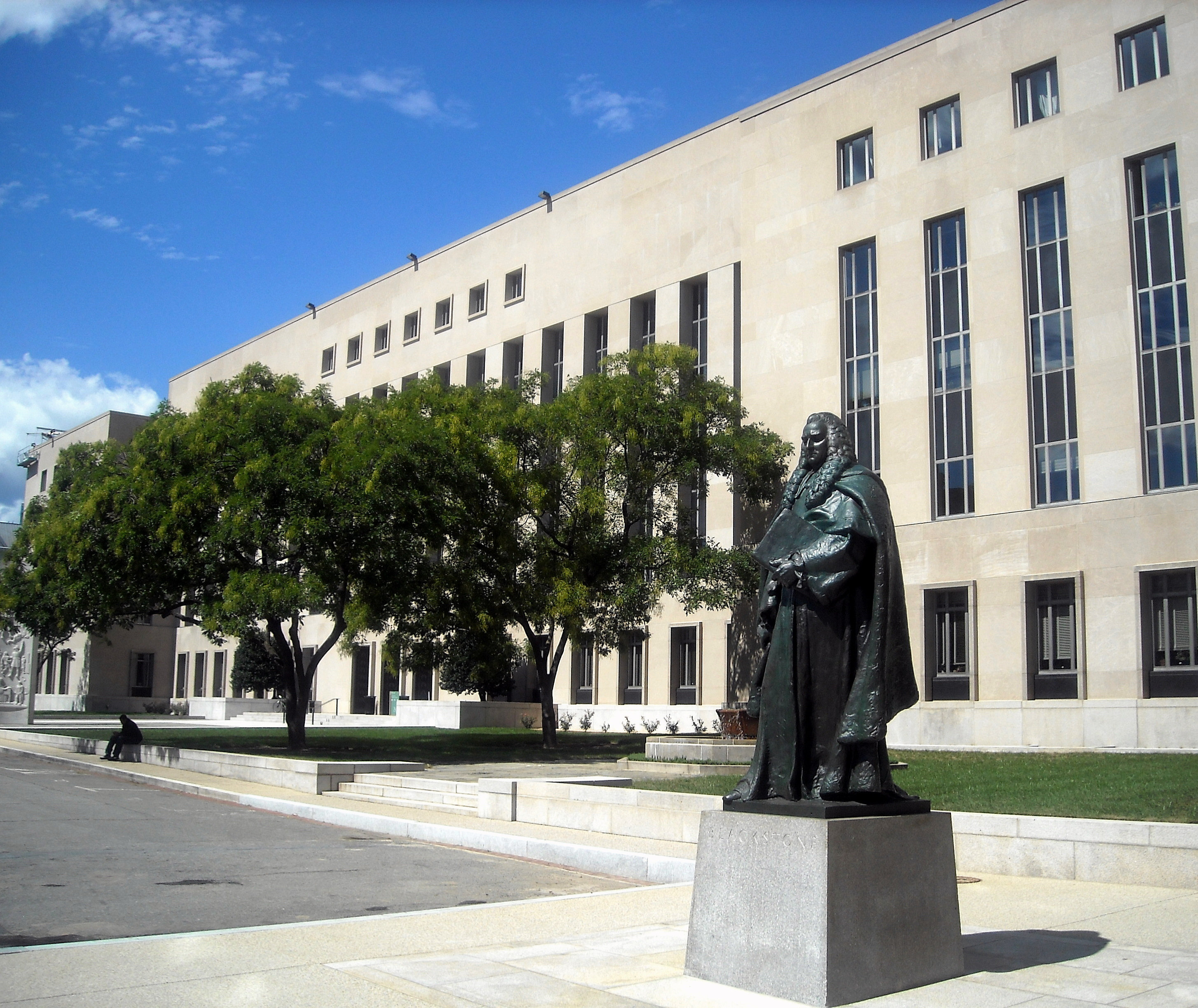
Памятник сэру Уильяму Блэкстоуну.
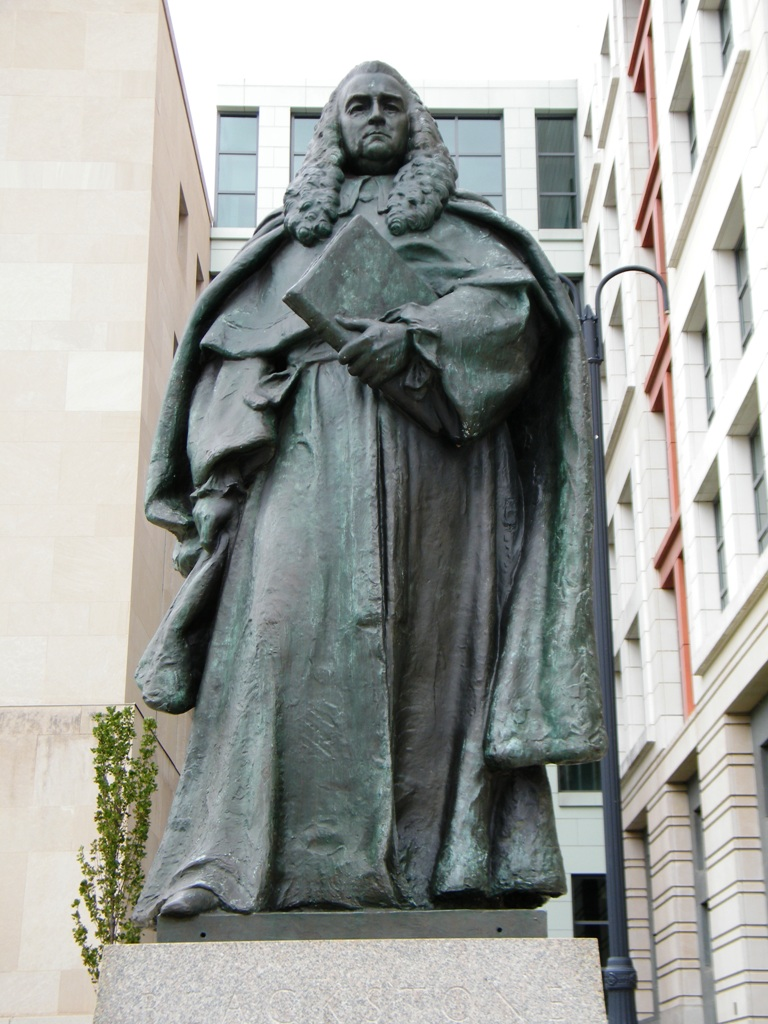
Памятник сэру Уильяму Блэкстону, создан в 1920 году, Вашингтон